# Danny Kallis
Danny Kallis es un escritor y productor estadounidense.Tiene su propia compañía llamada Danny Kallis Productions, la cual produjo Smart Guy y actualmente (a fecha de 2009) produjo la Serie Original de Disney Channel The Suite Life on Deck.

## Escritor
Ha sido escritor de The Suite Life of Zack & Cody, The Suite Life on Deck, The JammX Kids, The Sausage Factory, Smart Guy (de la cual también fue Ddrector), Who's the Boss?, The Upper Hand, The Charming, Silver Spoons y Mama's Family.

## Productor
Kallis ha producido o produce series tales como:
- Arwin! (proyecto cancelado)
- The Suite Life of Zack & Cody
- The Suite Life on Deck
- The JammX Kids
- The Sausage Factory
- Grown Ups
- Smart Guy
- Hangin' with Mr. Cooper
- Phenom

## Danny Kallis Productions
Danny Kallis Productions se creó en los años 90 y fue el principal compañía que produjo Smart Guy. Cerró debido a la baja popularidad y producción. En 2008, Danny Kallis ha reinaugurado la compañía para producir la nueva serie de Disney Channel The Suite Life on Deck. El Nuevo logo de Danny Kallis Producctions puede verse durante los créditos de The Suite Life on Deck, fue producido por "Mammoth Visual Effects". El viejo logo puede verse en los créditos de Smart Guy.